# Князев, Дмитрий Сергеевич
Дмитрий Сергеевич Князев (род. 1988) — российский биатлонист, призёр чемпионата России. Мастер спорта России (2011).

## Биография
Представлял Свердловскую область, ШВСМ и ЦСП г. Екатеринбурга и спортивное общество «Динамо».
Двукратный бронзовый призёр чемпионата России в командной гонке (2010 и 2011) в составе сборной Свердловской области.
Завершил спортивную карьеру в начале 2010-х годов.